# Erika Cremer
Erika Cremer (Múnich, 20 de mayo de 1900 - Innsbruck, 21 de septiembre de 1996) fue una físicoquímica alemana y profesora emérita de la Universidad de Innsbruck, considerada una de las pioneras más importantes en cromatografía de gases, ya que fue la segunda en concebir la técnica en 1944, después de Richard Synge y Archer JP Martin en 194.

## Familia
Cremer nació el 20 de mayo de 1900 en Munich, Alemania, en el seno de una familia de científicos y profesores universitarios. Era la única hija y la mediana de Max Cremer y Elsbeth Rosmund. Su padre, Max Cremer, fue profesor de fisiología e inventor del electrodo de vidrio. Tenía dos hermanos, Hubert Cremer, matemático, y Lothar Cremer, acústico.

## Educación y carrera temprana
El padre de Cremer se trasladó a un nuevo puesto en Berlín y Cremer tuvo problemas para adaptarse al nuevo sistema escolar prusiano. Cremer se graduó de la escuela secundaria en Berlín en 1921 y se matriculó en la Universidad de Berlín para estudiar química. En la Universidad de Berlín, asistió a conferencias de Fritz Haber, Walther Nernst, Max Planck, Max von Laue y Albert Einstein.
Cremer recibió su Ph.D. magna cum laude seis años después, en 1927, bajo la dirección de Max Bodenstein. Su disertación fue sobre la cinética de la reacción de hidrógeno-cloro. El artículo se publicó con su nombre sólo porque concluía que la reacción hidrógeno-cloro era una reacción en cadena, lo que todavía se consideraba un concepto extremadamente original para la época. Debido a este artículo y a sus trabajos sobre cinética, el futuro Premio Nobel de Cinética, Nikolay Semyonov, la invitó a trabajar en Leningrado. Ella se negó y se quedó en Alemania para trabajar en el Instituto Kaiser Wilhelm de Química Física y Electroquímica con Karl Friedrich Bonhoeffer en los problemas teóricos cuánticos de la fotoquímica.
Cremer estudió la descomposición de alcoholes utilizando catalizadores de óxido en la Universidad de Friburgo con George de Hevesy durante un breve tiempo. Cremer regresó a Berlín para trabajar con Michael Polanyi en el Instituto Haber, donde investigaron la conversión del hidrógeno y el orto-hidrógeno en un estado de espín en para-hidrógeno. Permaneció allí hasta 1933, cuando el partido nazi llegó al poder en Alemania y el instituto fue disuelto por su fama de antinazi. Cremer no pudo encontrar trabajo ni seguir investigando durante cuatro años.

## Carrera científica antes y durante la Segunda Guerra Mundial
Cremer se unió a Otto Hahn en el Instituto de Química Kaiser Wilhelm para estudiar compuestos traza radiactivos en 1937. Se mudó de laboratorio poco después para concentrarse en la separación de isótopos. En 1938, Cremer recibió su habilitación de la Universidad de Berlín. En cualquier caso ordinario, esta calificación hubiese dado lugar a puestos en la facultad; sin embargo, el gobierno nazi de la época había aprobado la Ley sobre la situación jurídica de las funcionarias públicas. La ley prohibía a las mujeres ocupar puestos superiores (por ejemplo, cátedras) y exigía que las mujeres renunciaran una vez casadas. Muchas mujeres científicas y académicas se quedaron sin trabajo o con perspectivas de carrera limitadas.
Cuando comenzó la Segunda Guerra Mundial y los científicos y profesores varones fueron reclutados, Cremer consiguió un puesto como docente en 1940 en la Universidad de Innsbruck, en Austria. Sin embargo, le informaron de que tendría que dejar su trabajo cuando la guerra terminara y los hombres regresaran de la guerra. Cremer estaba contenta con su nuevo puesto y su nueva ubicación, ya que podía practicar el alpinismo, una de sus aficiones.

## Descubrimiento y desarrollo de la separación de gases
En Innsbruck, Cremer investigó la hidrogenación del acetileno y encontró dificultades para separar dos gases con calores de adsorción similares usando los métodos comunes de la época. Conocía las investigaciones sobre cromatografía de absorción líquida que se estaban llevando a cabo en Innsbruck, así que pensó en un método paralelo para separar gases que utilizara un gas portador inerte como fase móvil. Desarrolló relaciones y ecuaciones matemáticas y la instrumentación del primer cromatógrafo de gases. Los componentes separados se detectaban mediante un detector de conductividad térmica. Inicialmente envió un breve artículo académico en 1944 a Naturwissenschaften, que fue aceptado y les informó que seguiría un trabajo experimental futuro.  Sin embargo, el artículo no se publicó en su momento porque la imprenta de la revista fue destruida durante el bombardeo aéreo. Finalmente se publicó treinta años después, en 1976, momento en el que se consideró un documento histórico.
En diciembre de 1944, las instalaciones de la universidad sufrieron graves daños en un bombardeo aéreo y, tras la guerra, a Cremer, como ciudadano alemán, no se le permitió utilizar las limitadas instalaciones. Fritz Prior fue uno de sus alumnos de posguerra y profesor de química en un instituto. Eligió su idea del cromatógrafo de gases para su disertación. Hasta que las instalaciones de la Universidad de Innsbruck volvieron a ser utilizables, utilizó el laboratorio de su instituto para continuar la investigación de Cremer con ella. Cuando la universidad reabrió parcialmente, Cremer seguía sin poder trabajar temporalmente debido a su nacionalidad alemana y visitaba en secreto la universidad en un camión de reparto para seguir investigando.
Cremer pudo volver a su trabajo a finales de 1945. Prior completó la investigación demostrando un novedoso método de medición y análisis cualitativo y cuantitativo en 1947. Otro alumno de Cremer, Roland Müller, escribió su tesis sobre las posibilidades analíticas del cromatógrafo de gases. Cremer fue nombrada directora del Instituto de Química Física de Innsbruck y fue nombrada profesora en 1951. Cremer comenzó a presentar los trabajos de Prior y Müller en 1947 en diversas reuniones científicas. En 1951, se publicaron tres artículos sobre el trabajo de Cremer en Zeitschrift für Elektrochemie, una revista científica alemana poco conocida. 
La comunidad científica respondió a las presentaciones y los artículos de forma negativa o no lo hizo. Muchos creían que los métodos más antiguos eran suficientes. En 1952, los británicos Anthony Trafford James y Archer Porter Martin y, en 1953, el checo J. Janak publicaron informes reivindicando la invención de la cromatografía de gases. Martin y su compañero Richard Laurence Millington Synge ganaron el premio Nobel por la cromatografía de partición, a la que se suele atribuir la introducción del uso del gas como fase móvil, en 1952.
Todos ignoraban por completo los primeros trabajos de Cremer. Esto se ha atribuido al hecho de que Cremer habló con las personas equivocadas en los lugares equivocados. Los analistas y microquímicos austriacos no se centraban en los gases, por lo que la idea no cobró interés. Además, en los años de posguerra, la comunicación entre los científicos ingleses y alemanes era escasa. A raíz de los nuevos informes, el método de la cromatografía de gases se difundió ampliamente y el trabajo de Cremer fue ganando poco a poco más reconocimiento.
Cremer y sus estudiantes continuaron trabajando en el desarrollo tanto de los métodos como de las teorías de la cromatografía de gases durante las dos décadas siguientes y dieron lugar a muchas de las ideas actuales de uso común utilizadas en la cromatografía de gases. Cremer y su grupo crearon la expresión "tiempo de retención relativo" y la forma de calcular el área del pico multiplicando la altura del pico por la anchura del pico a media altura. Además, demostraron la relación entre la medición y la temperatura de la columna y también inventaron el análisis del espacio de cabeza.

## Carrera posterior y muerte
Cremer continuó investigando en la Universidad de Innsbruck y se retiró en 1971. Permaneció activa en la cromatografía de gases hasta casi el final de su vida. En 1990, se celebró en Innsbruck un simposio internacional para celebrar su trabajo y su nonagésimo cumpleaños. Murió en 1996.
En 2009, la Universidad de Innsbruck estableció un programa en su nombre que premia a las mujeres científicas altamente cualificadas para obtener un título de habilitación.

## Premios y honores
- Medalla Wilhelm Exner, 1958
- Medalla Johann Josef Ritter von Precht de la Universidad Técnica de Viena, 1965
- Premio Erwin Schrödinger de la Academia de Ciencias de Austria, 1970
- Premio de cromatografía MS Tswett, 1974 (primer año otorgado)
- Medalla conmemorativa MS Tswett de la Academia de Ciencias de la URSS, 1978
- Título honorario de la Universidad Técnica de Berlín
- Cruz de primera clase de la Orden Austriaca de las Ciencias y las Artes

## Exposición en el museo
El Deutsches Museum inauguró una exposición el 3 de noviembre de 1995 que presentaba el trabajo de Cremer en su sucursal de Bonn, explicando al público cómo construyó el primer cromatógrafo de gases con Fritz Prior en la década de 1940.